# Les Gangsters du pétrole
Les Gangsters du pétrole est la neuvième histoire de la série Les Aventures de Buck Danny de Jean-Michel Charlier et Victor Hubinon. Elle est publiée pour la première fois dans le journal Spirou du no 736 au no 757. Puis est publiée sous forme d'album en 1953.

## Résumé
Le gang de Bronstein cautionné par l'émir Hussein est en déroute. Buck Danny, Tumbler et Sonny Tuckson savourent un moment de répit. Aspirant à un retour sur le continent américain, ils sont à nouveau pris à partie par des hommes à Bronstein. Craignant pour leur sécurité, les trois jeunes gens décident de requérir l'aide du Cheik Chekri-El-Maahdi, l'adversaire de l'émir Hussein et, après un voyage des plus tumultueux, lui proposent de mettre à sa disposition leur savoir-faire militaire.
Fort de cet appui précieux inespéré, il ne fait aucun doute que l'assaut des partisans de l'émir Hussein est voué à l'échec. Hélas, un vent de trahison souffle sur le palais du Prince des Oulais et les évènements qui se préparent vont ébranler les murs de son potentat.

## Avions
- Supermarine Spitfire
- North American P-51 Mustang
- Douglas DC-3

## Publication

### Revues
- Journal Spirou du no 736 du 22 mai 1952 au no 757 du 16 octobre 1952.

### Album
- Dupuis janvier 1953